# Yūji Tsutsumi
Yūji Tsutsumi (japanisch 堤 雄司 Tsutsumi Yūji; * 22. Dezember 1989) ist ein japanischer Leichtathlet, der sich auf den Diskuswurf spezialisiert hat und der eine Zeit lang Inhaber des Landesrekordes war.

## Karriere
Erste internationale Erfahrungen sammelte Yūji Tsutsumi im Jahr 2008, als er bei den Juniorenasienmeisterschaften in Jakarta mit einer Weite von 52,68 m den vierten Platz belegte. 2013 gelangte er bei der Sommer-Universiade in Kasan mit 58,43 m auf Rang sieben und 2015 wurde er bei den Asienmeisterschaften in Wuhan mit 52,49 m Elfter. 2020 stellte er mit 62,59 m einen neuen Landesrekord auf und 2023 belegte er bei den Asienmeisterschaften in Bangkok mit 58,90 m den fünften Platz. 2025 belegte er bei den Asienmeisterschaften in Gumi mit 56,4 m den siebten Platz.
In den Jahren 2012, von 2015 bis 2017 sowie von 2019 bis 2024 wurde Tsutsumi japanischer Meister im Diskuswurf.